# Huang Liping
Huang Liping (chinesisch 黄力平, Pinyin Huáng Lìpíng, * Januar 1972 in Wuhan, Hubei, China) ist ein ehemaliger chinesischer Turner und derzeit Wettkampfrichter im Turnen.

## Karriere
Huang Liping begann 1978 als Amateur, trat 1985 der Mannschaft der Provinz Hubei bei und wurde im darauf folgenden Jahr in die chinesische Turnernationalmannschaft gewählt. 1993 gewann er bei den nationalen Turnermeisterschaften die Kunstturndisziplin mit der Mannschaft. Auch im Einzelmehrkampf war er siegreich und gewann außerdem am Reck und am Barren. Danach folgten Triumphe bei einigen Turnerweltmeisterschaften als Gruppen- und Einzelsieger. Bei den Olympischen Spielen 1996 gewann er mit der chinesischen Turnermannschaft die Silbermedaille.

## Rücktritt und Wettkampfrichter
Nach seinem Rücktritt aus der Nationalmannschaft, bestand er 1996 die Wettkampfrichterprüfung und wurde jüngster Wettkampfrichter im Turnen in China. 1998 wurde er Nationaltrainer der Turner. Noch im selben Jahr wurde er durch Li Ning ersetzt.
Bei den Olympischen Spielen 2008 wurde Huang Liping als Repräsentant für alle Wettkampfrichter erwählt, um den olympischen Eid der Kampfrichter im Rahmen der Eröffnungsfeier im Pekinger Nationalstadion abzulegen.